# Movimento de Artes Negras

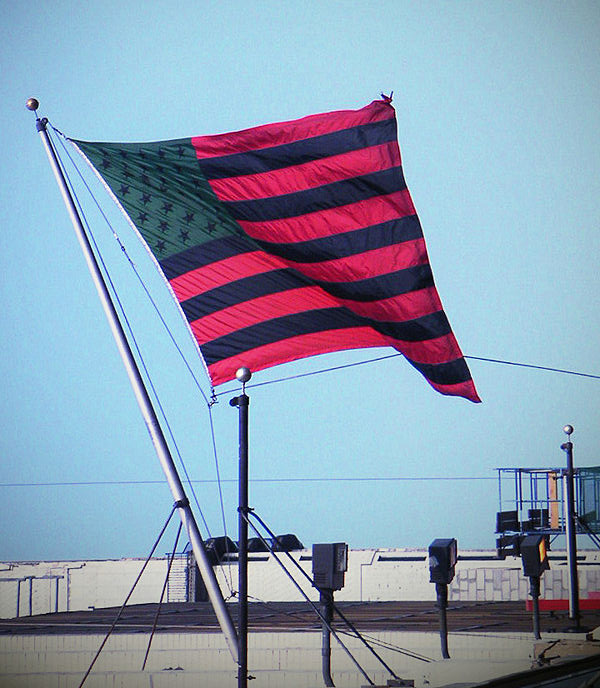
Untitled (African American Flag) por David Hammons

O Movimento de Artes Negras, também conhecido por seu nome original, Black Arts Movement e pela sigla BAM, foi um movimento artístico liderado por afro-americanos que esteve ativo durante as décadas de 1960 e 1970. Através do ativismo e da arte, o BAM criou novas instituições culturais e transmitiu uma mensagem de orgulho negro. O movimento expandiu-se a partir das incríveis realizações dos artistas do Renascimento do Harlem.
Famosamente referido por Larry Neal como a "irmã estética e espiritual do Black Power", o BAM aplicou essas mesmas ideias políticas à arte e à literatura. Os artistas encontraram uma nova inspiração em sua herança africana como forma de apresentar a experiência negra na América. Artistas como Aaron Douglas, Hale Woodruff e Meta Vaux Warrick Fuller foram os pioneiros do movimento com uma estética distintamente modernista. Esse estilo influenciou a proliferação da arte afro-americana durante o século XX.
O poeta e dramaturgo Amiri Baraka é amplamente reconhecido como o fundador do BAM. Em 1965, ele fundou a Black Arts Repertory Theatre School (BARTS) no Harlem, Nova Iorque. O exemplo de Baraka inspirou muitos outros a criar organizações nos Estados Unidos. Embora muitas dessas organizações tenham tido vida curta, seu trabalho teve uma influência duradoura. Alguns ainda existem, incluindo o National Black Theatre, fundado por Barabara Ann Teer no Harlem.

## Precedentes

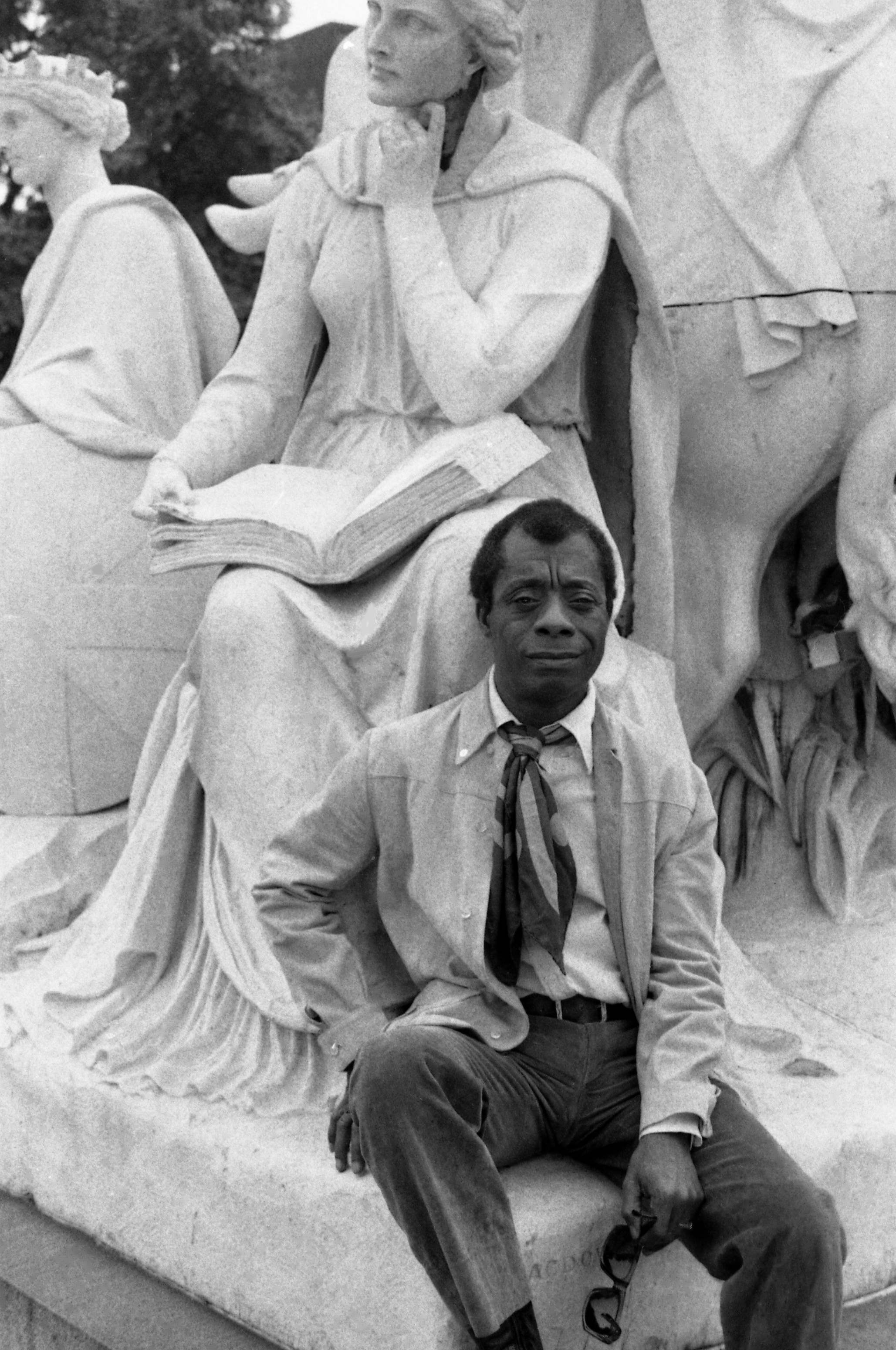
Romancista James Baldwin no Albert Memorial, Kensington Gardens, Londres

Os afro-americanos sempre fizeram contribuições artísticas valiosas para a cultura estadunidense. No entanto, devido às brutalidades da escravidão e ao racismo sistêmico de Jim Crow, essas contribuições muitas vezes não eram reconhecidas. Apesar da opressão contínua, os artistas afro-americanos continuaram a criar literatura e arte que refletissem suas experiências. Um ponto alto para esses artistas foi o Renascimento do Harlem - uma era literária que destacou os negros.

### Renascimento do Harlem
Existem muitos paralelos que podem ser feitos entre o Renascimento do Harlem e o Movimento de Artes Negras. A ligação é tão forte, de fato, que alguns estudiosos se referem à era do Movimento de Artes Negras como o segundo renascimento. Pode-se ver essa conexão claramente ao ler The Negro Artist and the Racial Mountain (1926), de Langston Hughes. O ensaio seminal de Hughes defende que os escritores negros resistem às tentativas externas de controlar sua arte, argumentando, em vez disso, que o artista negro “verdadeiramente grande” será aquele que poderá abraçar plenamente e expressar livremente sua negritude.
No entanto, o Renascimento do Harlem carecia de muitas das posturas políticas radicais que definiam o BAM. Inevitavelmente, o Renascimento e muitas de suas ideias não conseguiram sobreviver à Grande Depressão.

### Movimento dos direitos civis
Durante a era dos Direitos Civis, os ativistas prestaram cada vez mais atenção aos usos políticos da arte. O trabalho contemporâneo de James Baldwin e Chester Himes mostraria a possibilidade de criar uma nova "estética negra". Vários grupos artísticos foram estabelecidos durante esse período, como o Umbra Poets e a Spiral Arts Alliance, que podem ser vistos como precursores do BAM.
Ativistas dos direitos civis também estavam interessados em criar meios de comunicação de propriedade de negros, estabelecer jornais (como Freedomways, Black Dialogue, The Liberator, The Black Scholar e Soul Book) e editoras (como Broadside Press e Third World Press). Foi por meio desses canais que o BAM acabaria por espalhar sua arte, literatura e mensagens políticas.

## Desenvolvimentos
O início do Movimento de Artes Negras pode ser rastreado até 1965, quando Amiri Baraka, na época ainda conhecido como LeRoi Jones, mudou-se para o centro da cidade para estabelecer o Black Arts Repertory Theatre School (BARTS) após o assassinato de Malcolm X. Enraizado no Nation of Islam, no movimento Black Power e no movimento dos direitos civis, o Movimento de Artes Negras surgiu de um clima político e cultural em mudança, no qual artistas negros tentaram criar um trabalho politicamente engajado que explorasse a experiência cultural e histórica afro-americana. Artistas e intelectuais negros como Baraka fizeram de seu projeto rejeitar antigas tradições políticas, culturais e artísticas.
Embora o sucesso de protestos e manifestações públicas do movimento estudantil negro na década de 1960 possa ter "inspirado intelectuais, artistas e ativistas políticos negros a formar grupos culturais politizados", muitos ativistas das Artes Negras rejeitaram a integração de ideologias não militantes do movimento dos direitos civis e, em vez disso, favoreceram as da Luta de Libertação Negra, que enfatizava a "autodeterminação por meio da autoconfiança e do controle negro de empresas, organizações, agências e instituições significativas". De acordo com a Academy of American Poets, "os artistas afro-americanos dentro do movimento buscaram criar um trabalho politicamente engajado que explorasse a experiência cultural e histórica afro-americana". A importância que o movimento atribuiu à autonomia negra é aparente através da criação de instituições como a BARTS, criada em 1964 por Baraka e outros artistas negros. A abertura da BARTS na cidade de Nova York muitas vezes ofusca o crescimento de outros grupos e instituições radicais de artes negras em todos os Estados Unidos. Na verdade, redes transgressoras e internacionais, de vários grupos de esquerda e nacionalistas (e nacionalistas de esquerda) e seus apoiadores, existiam muito antes de o movimento ganhar popularidade. Embora a criação da BARTS tenha de fato catalisado a disseminação de outras instituições de Artes Negras e do Movimento de Artes Negras em todo o país, ela não foi a única responsável pelo crescimento do movimento.
Embora o Movimento de Artes Negras tenha sido uma época repleta de sucesso e progresso artístico dos negros, ele também enfrentou a ridicularização social e racial. As lideranças e artistas envolvidos clamavam para que a Arte Negra se definisse e falasse por si a partir da segurança de suas próprias instituições. Para muitos contemporâneos era absurda a ideia de que os negros de alguma forma pudessem se expressar por meio de instituições de sua própria criação e com ideias cuja validade era confirmada por seus próprios interesses e medidas.
Embora seja fácil supor que o movimento começou apenas no Nordeste dos EUA, na verdade começou como "iniciativas locais separadas e distintas em uma ampla área geográfica", reunindo-se eventualmente para formar o movimento nacional mais amplo. A cidade de Nova York é muitas vezes referida como o "berço" do Movimento das Artes Negras, porque foi o lar de muitos artistas e ativistas negros revolucionários. No entanto, a diversidade geográfica do movimento se opõe ao equívoco de que Nova York (e o Harlem, especialmente) foi o principal local do movimento.
Em seus estados iniciais, o movimento se reuniu principalmente por meio da mídia impressa. Jornais como Liberator, The Crusader e Freedomways criaram "uma comunidade nacional na qual a ideologia e a estética eram debatidas e uma ampla gama de abordagens ao estilo e assunto artístico afro-americano era exibida". Essas publicações vincularam comunidades fora dos grandes centros de artes negras ao movimento e deram ao público negro em geral acesso a esses círculos às vezes exclusivos.
Como movimento literário, o Black Arts teve suas raízes em grupos como o Umbra Workshop. O Umbra, criado em 1962 foi um coletivo de jovens escritores negros baseados no Lower East Side de Manhattan; os membros principais foram os escritores Steve Cannon, Tom Dent, Al Haynes, David Henderson, Calvin C. Hernton, Joe Johnson, Norman Pritchard, Lennox Raphael, Ishmael Reed, Lorenzo Thomas, James Thompson, Askia Touré, Roland Snellings (também artista visual), Brenda Walcott e o músico e escritor Archie Shepp. Touré, um dos principais formadores do "nacionalismo cultural", influenciou Jones diretamente. Junto com o escritor da Umbra, Charles Patterson, e o irmão de Charles, William Patterson, Touré juntou-se a Jones, Steve Young e outros no BARTS.
O Umbra, que produziu a Umbra Magazine, foi o primeiro grupo literário negro pós-direitos civis a causar um impacto tão radical no sentido de estabelecer sua própria voz distinta e, às vezes, em desacordo com o estabelecimento literário branco predominante. A tentativa de fundir um impulso ativista de orientação negra com uma inclinação principalmente artística produziu uma divisão clássica na Umbra entre aqueles que queriam ser ativistas e aqueles que se consideravam principalmente escritores, embora até certo ponto todos os membros compartilhassem ambas as visões. Os escritores negros sempre tiveram que enfrentar a questão de saber se seu trabalho era principalmente político ou estético. Além disso, a própria Umbra evoluiu de circunstâncias semelhantes: em 1960, uma organização literária nacionalista negra, On Guard for Freedom, foi fundada no Lower East Side por Calvin Hicks. Seus membros incluíam Nannie e Walter Bowe, Harold Cruse (que estava trabalhando em The Crisis of the Negro Intellectual, 1967), Tom Dent, Rosa Guy, Joe Johnson, LeRoi Jones, Sarah E. Wright, e outros. O On Guard participou de um famoso protesto nas Nações Unidas contra a invasão cubana da Baía dos Porcos patrocinada pelos americanos e apoiou o líder da libertação congolesa Patrice Lumumba. Do On Guard, Dent, Johnson e Walcott junto com Hernton, Henderson e Touré estabeleceram a Umbra.
Em 1967, a Oficina de Artes Visuais da Organization of Black American Culture, composta por vários artistas como Jeff Donaldson, William Walker e outros, pintou o “Wall of Respect” que era um mural que representava o BAM; o que o movimento defendia e quem estava celebrando. O mural homenageou várias figuras negras importantes, como Martin Luther King Jr. e Malcolm X, junto com artistas como Aretha Franklin, Gwendolyn Brooks, etc. Era um símbolo renomado do movimento, localizado em Chicago, que representava a cultura e a criatividade negra, e recebeu muita atenção, apoio e respeito da comunidade negra. Foi uma representação simbólica e importante do Movimento das Artes Negras, pois celebrou e reconheceu diretamente as figuras icônicas da comunidade por meio da arte, enfatizando a importância da arte para a sociedade. Além disso, deixou um legado e serviu de farol para a comunidade negra, promovendo a consciência preta e ajudando muitos negros a aprender e reconhecer seu valor. Nos oito anos seguintes à instalação do mural, mais de 1.500 murais foram pintados em bairros negros de todo o país e, em 1975, mais de 200 foram pintados em Chicago. Ele uniu a comunidade simbolicamente e literalmente, já que gangues rivais chegaram a declarar a localização do mural como um terreno neutro, apoiando os artistas e o movimento.
Em 1968, a renomada teórica negra Barbara Ann Teer fundou o National Black Theatre, localizado no Harlem, Nova York. Teer foi uma escritora, produtora, professora, atriz e visionária social americana e uma importante intelectual, artista e ativista negra que contribuiu para o Movimento das Artes Negras. Seu teatro foi um dos primeiros teatros negros a gerar receita nos Estados Unidos. A arte de Teer era política e socialmente consciente e, como muitos outros colaboradores do BAM, abraçava a estética africana e rejeitava as noções teatrais tradicionais de tempo e espaço. Os dramas e peças revolucionários e ritualísticos de Teer borraram as linhas entre os artistas e o público, "encorajando todos a usar o próprio evento de performance como uma oportunidade para provocar mudanças sociais".

### Autores
Outra formação de escritores negros da época era o Harlem Writers Guild, liderado por John O. Killens, que incluía Maya Angelou, Jean Carey Bond, Rosa Guy, Sarah Wright, entre outros. Mas o Harlem Writers Guild se concentrou na prosa, principalmente na ficção, que não tinha o apelo de massa da poesia executada no vernáculo dinâmico da época. Os poemas podiam ser construídos em torno de hinos, cânticos e slogans políticos e, assim, usados na organização do trabalho, o que geralmente não acontecia com romances e contos. Além disso, os poetas podiam e publicavam a si mesmos, ao passo que maiores recursos eram necessários para publicar ficção. O fato de a Umbra ser principalmente voltada para a poesia e para a performance estabeleceu uma característica significativa e clássica da estética do movimento. Quando a Umbra se separou, alguns membros, liderados por Askia Touré e Al Haynes, mudaram-se para o Harlem no final de 1964 e formaram o Uptown Writers Movement, de orientação nacionalista, que incluía os poetas Yusef Rahman, Keorapetse Kgositsile da África do Sul e Larry Neal. Acompanhados por jovens músicos da "New Music", eles apresentaram poesia por todo o Harlem. Os membros deste grupo juntaram-se a LeRoi Jones na fundação do BARTS.
A mudança de Jones para o Harlem durou pouco. Em dezembro de 1965, ele voltou para sua casa em Newark, Nova Jersey, e deixou o BARTS em séria desordem. O BARTS falhou, mas o conceito do centro de artes negras era irreprimível, principalmente porque o Movimento de Artes Negras estava intimamente alinhado com o então florescente movimento Black Power. A metade da década de 1960 foi um período de intenso fermento revolucionário. A partir de 1964, as rebeliões no Harlem e em Rochester, Nova York, iniciaram quatro anos de longos verões quentes. Watts, Detroit, Newark, Cleveland e muitas outras cidades foram incendiadas, culminando em explosões nacionais de ressentimento e raiva após o assassinato de Martin Luther King Jr. em abril de 1968.
Nathan Hare, autor de The Black Anglo-Saxons (1965), foi o fundador dos Estudos Negros dos anos 1960. Expulso da Howard University, Hare mudou-se para a San Francisco State University, onde a batalha para estabelecer um departamento de Estudos Negros foi travada durante uma greve de cinco meses durante o ano letivo de 1968-69. Assim como no estabelecimento das Artes Negras, que incluiu uma série de forças, houve uma ampla atividade na área da baía em torno dos Estudos Negros, incluindo esforços liderados pela poetisa e professora Sarah Webster Fabio no Merrit College.
O impulso inicial do desenvolvimento ideológico das Artes Negras veio do Movimento de Ação Revolucionária (RAM), uma organização nacional com forte presença na cidade de Nova York. Tanto Touré quanto Neal eram membros da RAM. Depois do RAM, a principal força ideológica que moldou o Movimento de Artes Negras foi o US ("nós", em inglês) liderada por Maulana Karenga. Também ideologicamente importante foi a Nation of Islam de Elijah Muhammad, com sede em Chicago. Essas três formações forneceram direção de estilo e conceitos para artistas, incluindo aqueles que não eram membros dessas ou de qualquer outra organização política.

### Localizações
Embora o BAM seja frequentemente considerado um movimento baseado em Nova York, duas de suas três principais forças estavam localizadas fora da cidade de Nova York. À medida que o movimento amadurecia, os dois principais locais de liderança ideológica do BAM, particularmente para o trabalho literário, eram a área da baía da Califórnia por causa do Journal of Black Poetry e The Black Scholar, e o eixo Chicago-Detroit por causa do Negro Digest/Black World e Third World Press em Chicago, e Broadside Press e Lotus Press de Naomi Long Madgett em Detroit. As únicas grandes publicações literárias do Movimento a sair de Nova York foram a revista Black Theatre, de curta duração (seis edições entre 1969 e 1972), publicada pelo New Lafayette Theatre, e Black Dialogue, que na verdade começou em San Francisco (1964–68) e mudou-se para Nova York (1969–72).
Embora os diários e a escrita do movimento tenham caracterizado muito seu sucesso, o movimento deu muita importância à arte coletiva oral e performática. As apresentações públicas coletivas atraíram muita atenção para o movimento, e muitas vezes era mais fácil obter uma resposta imediata de uma leitura coletiva de poesia, peça curta ou performance de rua do que de apresentações individuais.
As pessoas envolvidas no Movimento das Artes Negras usaram as artes como uma forma de se libertar. O movimento serviu como um catalisador para que muitas ideias e culturas diferentes ganhassem vida. Esta foi uma chance para os afro-americanos se expressarem de uma forma que a maioria não esperava.
Em 1967, LeRoi Jones visitou Karenga em Los Angeles e tornou-se um defensor da filosofia Kawaida, que produziu o "Nguzo Saba" (sete princípios), Kwanzaa e uma ênfase em nomes africanos, foi uma filosofia ativista multifacetada e categorizada. Jones também conheceu Bobby Seale e Eldridge Cleaver e trabalhou com vários membros fundadores dos Panteras Negras. Além disso, Askia Touré foi professor visitante na San Francisco State e se tornaria um poeta importante (e duradouro), se tornando, sem dúvida, o poeta-professor mais influente do BAM. O dramaturgo Ed Bullins e o poeta Marvin X fundaram a Black Arts West, e Dingane Joe Goncalves fundou o Journal of Black Poetry (1966). Este agrupamento de Ed Bullins, Dingane Joe Gonçalves, LeRoi Jones, Sonia Sanchez, Askia M. Touré e Marvin X tornou-se um importante núcleo de liderança do BAM.
À medida que o movimento crescia, conflitos ideológicos surgiram e acabaram se tornando grandes demais para que o movimento continuasse a existir como um coletivo grande e coerente.

### A estética negra
Embora a "estética negra" tenha sido cunhada pela primeira vez por Larry Neal em 1968, em todo o discurso, a estética negra não tem uma definição real geral aceita por todos os teóricos da estética. É vagamente definido, sem qualquer consenso real, além de que os teóricos concordam que "a arte deve ser usada para galvanizar as massas negras para a revolta contra seus opressores capitalistas brancos". Pollard também argumenta em sua crítica ao Movimento das Artes Negras que a estética negra "celebrou as origens africanas da comunidade negra, defendeu a cultura urbana negra, criticou a estética ocidental e encorajou a produção e recepção de artes negras pelos negros". Em The Black Arts Movement de Larry Neal, onde o Movimento das Artes Negras é discutido como “irmão estético e espiritual do conceito de Black Power”, a estética negra é descrita por Neal como sendo a fusão das ideologias do Black Power com os valores artísticos de expressão africana. Larry Neal atesta:
"Quando falamos de uma 'estética negra', queremos dizer várias coisas. Primeiro, assumimos que já existe a base para tal estética. Essencialmente, consiste em uma tradição cultural afro-americana. Mas essa estética é finalmente, por implicação, mais ampla do que essa tradição. Abrange a maioria dos elementos utilizáveis da cultura do Terceiro Mundo. O motivo por trás da estética negra é a destruição da coisa branca, a destruição das ideias brancas e das formas brancas de ver o mundo."
A estética negra também se refere a ideologias e perspectivas de arte que se concentram na cultura e na vida negra. Essa estética encorajou a ideia do separatismo negro e, ao tentar facilitar isso, esperava fortalecer ainda mais os ideais, a solidariedade e a criatividade negra.
Em The Black Aesthetic (1971), Addison Gayle argumenta que os artistas negros devem trabalhar exclusivamente para elevar sua identidade, recusando-se a apaziguar os brancos. A estética negra funciona como um “corretivo”, onde os negros não devem desejar as “posições de Norman Mailer ou William Styron”. Os negros são encorajados por artistas negros que assumem sua própria identidade negra, remodelando e redefinindo a si mesmos por meio da arte como meio. Hoyt Fuller define a estética negra "em termos das experiências e tendências culturais expressas no trabalho do artista" enquanto outro significado da estética negra vem de Ron Karenga, que defende três características principais para a estética negra e a própria arte negra: funcional, coletiva e comprometida. Karenga diz: "a arte negra deve expor o inimigo, elogiar o povo e apoiar a revolução". A noção de "arte pela arte" é morta no processo, ligando a estética negra à luta revolucionária, uma luta que é o raciocínio por trás da recuperação da arte negra para retornar à cultura e tradição africanas para os negros. Sob a definição da estética negra de Karenga, a arte que não luta pela revolução negra não é considerada arte de forma alguma, a arte negra precisava do contexto vital de questões sociais, bem como de um valor artístico.
Dentre essas definições, o tema central que está na base da conexão dos Movimento de Artes Negras, estética negra e Black Power é então este: a ideia de identidade de grupo, que é definida por artistas negros de organizações, bem como seus objetivos.
A visão estreita da estética negra, muitas vezes descrita como marxista pelos críticos, trouxe conflitos da estética negra e do Movimento de Artes Negras como um todo em áreas que direcionaram o foco da cultura africana; Em The Black Arts Movement and Its Critics, David Lionel Smith argumenta ao dizer “a estética negra”, sugere-se um único princípio, fechado e prescritivo no qual apenas realmente sustenta a opressão de definir raça em uma única identidade. A busca de encontrar a verdadeira “negritude” do negro por meio da arte do termo cria obstáculos para um reenfoque e retorno à cultura africana. A estética negra, particularmente a definição de Karenga, também recebeu críticas adicionais; Ishmael Reed, autor do Neo-HooDoo Manifesto, defende a liberdade artística, em última análise, contra a ideia de Karenga da estética negra, que Reed considera limitante e algo que ele nunca pode simpatizar. O exemplo que Reed traz é se um artista negro quer pintar guerrilheiros negros, tudo bem, mas se o artista negro “faz isso apenas em deferência a Ron Karenga, algo está errado”. O foco da negritude no contexto da masculinidade foi outra crítica levantada com a Estética Negra. Pollard argumenta que a arte feita com os valores artísticos e sociais da estética negra enfatiza o talento masculino da negritude, e é incerto se o movimento inclui apenas mulheres como uma reflexão tardia.
Quando uma mudança na população negra inicia, Trey Ellis aponta outras falhas em seu ensaio The New Black Aesthetic. A negritude em termos culturais não pode mais ser negada para apaziguar ou agradar brancos ou negros. De mulatos a um "movimento pós-burguês impulsionado por uma segunda geração de classe média", a negritude não é uma identidade singular como a frase "a estética negra" a obriga a ser, mas sim multifacetada e vasta.
O Movimento de Artes Negras também se voltou para a tradição religiosa do vodu para definir a estética negra. James Baldwin criticou tanto a Igreja Negra quanto a Nation of Islam. Ele argumentou que o cristianismo só foi imposto aos negros para racionalizar e justificar a escravidão e a colonização. A Nation of Islam falhou em sua forte missão de separar a si mesma e aos negros dos brancos, disse Baldwin, especialmente olhando para sua cultura de ternos e carros caros enquanto demonizava os brancos. O vodu então se tornou uma alternativa ao cristianismo e ao islamismo para o BAM. A tradição histórica do vodu entre os africanos escravizados havia sido esquecida em favor da assimilação à identidade branca e cristã. A virada para o vodu é, portanto, considerada como uma recuperação pan-africana das raízes. A aproximação com o voodoo talvez seja mais clara na coletânea de poesias "Hoodoo Hollerin Bebop Ghosts" de Larry Neal e nos romances "Neo-Hoo-Doo Manifesto" e "Mumbo Jumbo" de Ishmael Reed.

### Principais obras

#### "Black Art"(1966)
O poema "Black Art" de Amiri Baraka serve como um de seus suplementos mais controversos e poeticamente profundos ao Movimento de Artes Negras. Nesta peça, Baraka funde política com arte, criticando poemas que não são úteis ou adequadamente representativos da luta negra. Publicado pela primeira vez em 1966, período particularmente conhecido pelo movimento dos direitos civis, o aspecto político desta obra reforça a necessidade de uma abordagem concreta e artística da natureza realista que envolve o racismo e a injustiça. Servindo como componente artístico reconhecido e tendo raízes no Movimento dos Direitos Civis, o Movimento de Artes Negras visa dar voz política a artistas negros (incluindo poetas, dramaturgos, escritores, músicos, etc). Desempenhando um papel vital nesse movimento, Baraka denuncia o que considera ações improdutivas e assimilatórias demonstradas por líderes políticos durante o movimento dos direitos civis. Ele descreve líderes negros proeminentes como estando "nos degraus da casa branca (...) ajoelhados entre as coxas do xerife, negociando friamente por seu povo". Baraka também apresenta questões de mentalidade eurocêntrica, referindo-se a Elizabeth Taylor como um modelo prototípico em uma sociedade que influencia as percepções de beleza, enfatizando sua influência em indivíduos de ascendência branca e negra. Baraka dirige sua mensagem à comunidade negra, com o objetivo de unir os afro-americanos em um movimento unificado, desprovido de influências brancas. "Black Art" serve como um meio de expressão destinado a fortalecer essa solidariedade e criatividade, em termos de estética negra. Baraka acredita que os poemas devem "disparar (...) vir até você, amar o que você é" e não sucumbir aos desejos da corrente dominante.
Ele vincula essa abordagem ao surgimento do hip-hop, que ele pinta como um movimento que apresenta "palavras vivas (...) e carne viva e sangue corrente". A estrutura catártica e o tom agressivo de Baraka são comparáveis aos primórdios da música hip-hop, que criou polêmica no meio da aceitação convencional, por causa de suas "formas autênticas, não destiladas e não mediadas de música urbana negra contemporânea". Baraka acredita que a integração inerentemente tira a legitimidade de ter uma identidade e estética negra em um mundo antinegro. Através da negritude pura e sem remorso, e com a ausência de influências brancas, Baraka acredita que um mundo negro pode ser alcançado. Embora o hip-hop tenha servido como uma forma musical saliente reconhecida da estética negra, uma história de integração improdutiva é vista em todo o espectro da música, começando com o surgimento de uma narrativa recém-formada no apelo convencional na década de 1950. Grande parte da desilusão cínica de Baraka com a integração improdutiva pode ser extraída da década de 1950, um período do rock and roll, em que "as gravadoras buscavam ativamente que artistas brancos fizessem covers de canções que eram populares nas paradas de rhythm-and-blues", originalmente interpretada por artistas afro-americanos. A natureza problemática da integração improdutiva também é exemplificada pelo Run-D.M.C., um grupo americano de hip-hop fundado em 1981, que se tornou amplamente aceito após uma colaboração com o grupo de rock Aerosmith em um remake de "Walk This Way" deste último em 1986, evidentemente atraente para o público jovem branco. O hip-hop emergiu como um gênero musical em evolução que desafiou continuamente a aceitação do convencional, principalmente com o desenvolvimento do rap na década de 1990. Um exemplo significativo e moderno disso é Ice Cube, um conhecido rapper, compositor e ator americano, que introduziu o subgênero do hip-hop conhecido como "gangsta rap", fundiu a consciência social e a expressão política com a música. Com a década de 1960 servindo como um período de tempo mais abertamente racista, Baraka observa a natureza revolucionária do hip-hop, fundamentada na expressão não modificada por meio da arte. Este método de expressão na música tem um paralelo significativo com os ideais de Baraka apresentados em "Black Art", focando na poesia que também é produtiva e politicamente motivada.

#### "The Revolutionary Theatre"(1965)
"The Revolutionary Theatre" é um ensaio de 1965 de Baraka que foi uma importante contribuição para o Movimento das Artes Negras, discutindo a necessidade de mudança por meio da literatura e das artes teatrais. Ele diz: "vamos gritar e chorar, matar, correr pelas ruas em agonia, se isso significar que alguma alma será movida, movida para a compreensão da vida real do que o mundo é e do que deveria ser". Baraka escreveu sua poesia, drama, ficção e ensaios de uma forma que chocaria e despertaria o público para as preocupações políticas dos afroamericanos, o que diz muito sobre o que ele estava fazendo com este ensaio. Também não parecia coincidência para ele que Malcolm X e John F. Kennedy tivessem sido assassinados entre poucos anos porque Baraka acreditava que todas as vozes de mudança na América haviam sido assassinadas, o que levou à escrita que sairia do Movimento de Artes Negras.
Em seu ensaio, Baraka diz: "o teatro revolucionário é moldado pelo mundo e se move para remodelar o mundo, usando como força a força natural e as vibrações perpétuas da mente no mundo. Somos história e desejo, o que somos, e o que qualquer experiência pode nos fazer".
Com seus ideais instigantes e referências a uma sociedade eurocêntrica, ele impõe a noção de que os negros americanos devem se afastar de uma estética branca para encontrar uma identidade negra. Em seu ensaio, ele diz: "o teatro do homem branco popular, como o romance do homem branco popular, mostra vidas brancas cansadas e os problemas de comer açúcar branco, ou então arrebanha loiras de cabelões em enormes palcos em strass e faz de conta que estão dançando ou cantando". Isso, tendo muito a ver com uma estética branca, comprova ainda mais o que era popular na sociedade e até o que a sociedade tinha como exemplo do que todos deveriam aspirar a ser, como as "loiras de cabelões" que subiam "em palcos gigantes de strass". Além disso, essas loiras fingiram que estavam "dançando e cantando", o que Baraka parece estar insinuando que os brancos dançando não é o que a dança deveria ser. Essas alusões levantam a questão de onde os afroamericanos se encaixam aos olhos do público. Baraka diz: "estamos pregando virtude e sentimento, e um senso natural de si mesmo no mundo. Todos os homens vivem no mundo, e o mundo deveria ser um lugar para eles viverem." O ensaio de Baraka desafia a ideia de que não há espaço na política ou na sociedade para os afro-americanos fazerem a diferença por meio de diferentes formas de arte que consistem em, mas não se limitam a, poesia, música, dança e arte.

## Efeitos na sociedade

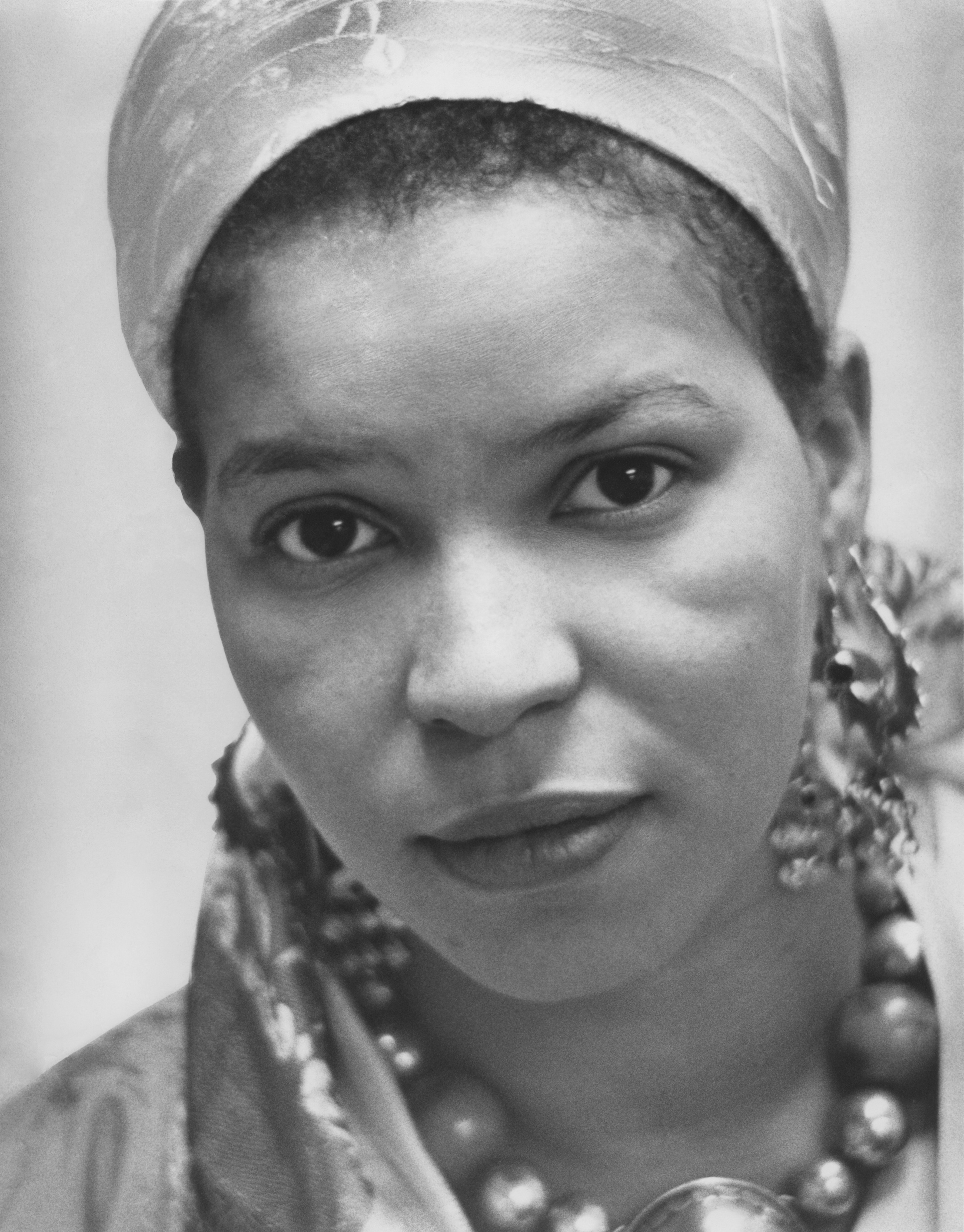
Ntozake Shange (1978), autora de for colored girls who have considered suicide / when the rainbow is enuf.

De acordo com a Academy of American Poets, "muitos escritores — nativos americanos, latinos/as, gays e lésbicas e gerações mais jovens de afro-americanos reconheceram sua dívida para com o Movimento de Artes Negras". O movimento durou cerca de uma década, em meados da década de 1960 e na década de 1970. Este foi um período de controvérsia e mudança no mundo da literatura. Uma grande mudança ocorreu no retrato de novas vozes étnicas nos Estados Unidos. A literatura de língua inglesa, antes do BAM, era dominada por autores brancos.
Os afro-americanos tornaram-se uma presença maior não apenas no campo da literatura, mas em todas as áreas das artes. Grupos de teatro, apresentações de poesia, música e dança foram centrais para o movimento. Por meio de diferentes formas de mídia, os afro-americanos foram capazes de educar outras pessoas sobre a expressão de diferenças e pontos de vista culturais. Em particular, as leituras de poesia negra permitiram que os afro-americanos usassem diálogos vernaculares. Isso foi mostrado no Harlem Writers Guild, que incluía escritores negros como Maya Angelou e Rosa Guy. Essas performances foram usadas para expressar slogans políticos e como uma ferramenta de organização. Apresentações teatrais também foram usadas para transmitir questões e organizações comunitárias. Os teatros, assim como os centros culturais, estavam sediados em toda a América e eram usados para reuniões comunitárias, grupos de estudo e exibições de filmes. Os jornais foram uma ferramenta importante na divulgação do Movimento de Artes Negras. Em 1964, Black Dialogue foi publicado, tornando-se a primeira grande publicação do movimento artístico.
O Movimento de Artes Negras, embora curto, é essencial para a história dos Estados Unidos. Estimulou o ativismo político e o uso do discurso em todas as comunidades afro-americanas. Permitiu aos afro-americanos a chance de expressar suas vozes na mídia de massa, bem como de se envolver nas comunidades.
Pode-se argumentar que "o Movimento de Artes Negras produziu algumas das mais emocionantes poesias, dramas, danças, músicas, artes visuais e ficção dos Estados Unidos pós-Segunda Guerra Mundial" e que muitos "artistas pós-negros" importantes, como como Toni Morrison, Ntozake Shange, Alice Walker e August Wilson foram moldados pelo movimento.
O Black Arts Movement também forneceu incentivos para o financiamento público das artes e aumentou o apoio público a várias iniciativas artísticas.

### Legado
O movimento foi visto como um dos momentos mais importantes da literatura afro-americana. Inspirou os negros a estabelecer suas próprias editoras, revistas, periódicos e instituições de arte. Isso levou à criação de programas de estudos afro-americanos nas universidades. Entre os escritores conhecidos que estiveram envolvidos com o movimento estão Nikki Giovanni, Sonia Sanchez, Maya Angelou, Hoyt W. Fuller e Rosa Guy. Embora não façam parte estritamente do Movimento, outros escritores afro-americanos notáveis, como os romancistas Toni Morrison e Ishmael Reed, compartilham algumas de suas preocupações artísticas e temáticas. Embora Reed não seja nem um apologista nem um defensor do movimento, ele disse:
"Acho que o que a BAM fez foi inspirar muitos negros a escrever. Além disso, não haveria movimento de multiculturalismo sem as artes negras. Latinos, asiático-americanos e outros dizem que começaram a escrever como resultado do exemplo dos anos 1960. Os negros deram o exemplo de que não é preciso assimilar. Você poderia fazer suas próprias coisas, entrar em seu próprio passado, sua própria história, sua própria tradição e sua própria cultura. Acho que o desafio é pela soberania cultural e o BAM deu um golpe nisso".
O BAM influenciou o mundo da literatura com a representação de diferentes vozes étnicas. Antes do movimento, o cânone literário carecia de diversidade e capacidade de expressar ideias do ponto de vista das minorias raciais e étnicas, o que não era valorizado pelo convencional da época.

### Influência
Grupos de teatro, apresentações de poesia, música e dança foram centrados nesse movimento e, portanto, os afro-americanos ganharam reconhecimento social e histórico na área da literatura e das artes. Devido à agência e credibilidade concedidas, os afro-americanos também foram capazes de educar outras pessoas por meio de diferentes tipos de expressões e meios de comunicação sobre as diferenças culturais. A forma mais comum de ensino era através da leitura de poesia. As performances negras foram usadas para sua própria propaganda política, organização e questões comunitárias. O Movimento de Artes Negras foi difundido pelo uso de anúncios em jornais. A primeira grande publicação do movimento artístico foi em 1964.
"Ninguém era mais competente na combinação do experimental e do vernáculo do que Amiri Baraka, cujo volume Black Magic Poetry 1961–1967 (1969) é um dos melhores produtos das energias criativas afro-americanas da década de 1960."

## Artistas notáveis
- Amiri Baraka (anteriormente LeRoi Jones)
- Larry Neal
- Nikki Giovanni
- Maya Angelou
- Gwendolyn Brooks
- Haki R. Madhubuti (anteriormente Don Lee)
- Sun Ra
- Audre Lorde
- James Baldwin
- Hoyt W. Fuller
- Ishmael Reed
- Rosa Guy
- Dudley Randall
- Ed Bullins
- David Henderson
- Henry Dumas
- Sonia Sanchez
- Faith Ringgold
- Ming Smith
- Betye Saar
- Cheryl Clarke
- John Henrik Clarke
- Jayne Cortez
- Don Evans
- Mari Evans
- Sarah Webster Fabio
- Wanda Coleman
- Barbara Ann Teer
- Askia M. Touré
- Marvin X
- Ossie Davis
- June Jordan
- Sarah E. Wright
- Amina Baraka (anteriormente Sylvia Robinson)
- Ellis Haizlip
- David Hammons

## Organizações notáveis
- AfriCOBRA
- Black Academy of Arts and Letters
- Black Artists Group
- Black Arts Repertory Theatre School
- Black Dialogue
- Black Emergency Cultural Coalition
- Broadside Press
- Freedomways
- Harlem Writers Guild
- National Black Theatre
- Negro Digest
- Organization of Black American Culture
- Soul Book
- Soul!
- The Black Scholar
- The Crusader
- The Liberator
- Uptown Writers Movement
- Where We At